# Stepnove, Novopskov
Stepnove (în ucraineană Степнове) este un sat în comuna Kameanka din raionul Novopskov, regiunea Luhansk, Ucraina.

## Demografie
Componența lingvistică a localității Stepnove
     Ucraineană (100%)
Conform recensământului din 2001, toată populația localității Stepnove era vorbitoare de ucraineană (100%).